# Tranvia Media-Sharon Hill
La linea D (in origine linea Media-Sharon Hill, in inglese Media-Sharon Hill Line) è una linea tranviaria interurbana della rete SEPTA Metro a servizio della contea di Delaware, parte dell'area metropolitana di Filadelfia, nello Stato della Pennsylvania. È lunga in totale 19,2 km.
Il servizio sulla linea, gestita dalla Southeastern Pennsylvania Transportation Authority (SEPTA), si compone di due diramazioni: D1 verso Media (in origine Route 101) e D2 verso Sharon Hill (in origine Route 102). Questa linea tranviaria è inoltre ciò che rimane della rete tranviaria interurbana Red Arrow Trolley System, che si componeva di altre due linee chiuse tra il 1958 e il 1966. Ancora oggi alcuni residenti si riferiscono alla tranvia con il nome Red Arrow.

## Il servizio
| Diramazione | Percorso                    | Apertura | Lunghezza | Stazioni | Utenti giornalieri |
| ----------- | --------------------------- | -------- | --------- | -------- | ------------------ |
|             | 69th Street ↔ Orange Street | 1913     | 13,8 km   | 35       | 4 143              |
|             | 69th Street ↔ Sharon Hill   | 1906     | 8,5 km    | 27       | 4 072              |

Le due diramazioni sono attive sette giorni su sette, con un servizio ridotto nei fine settimana. Le frequenze variano dai 7 minuti delle ore di punta dei giorni feriali ai 60 minuti delle ore di morbida dei giorni festivi, inoltre entrambe le diramazioni dispongono di un servizio locale e uno espresso, che salta determinate fermate.